# بيل رايلي (ناشر)
بيل رايلي (بالإنجليزية: Bill Reilly)‏ هو ناشر أمريكي، ولد في 8 يونيو 1938 في مانهاتن في الولايات المتحدة، وتوفي في 17 أكتوبر 2008.